# Karlos
Karlos ist ein Drama von Tankred Dorst, das am 6. Mai 1990 unter der Regie von Dieter Dorn in den Münchner Kammerspielen uraufgeführt wurde.

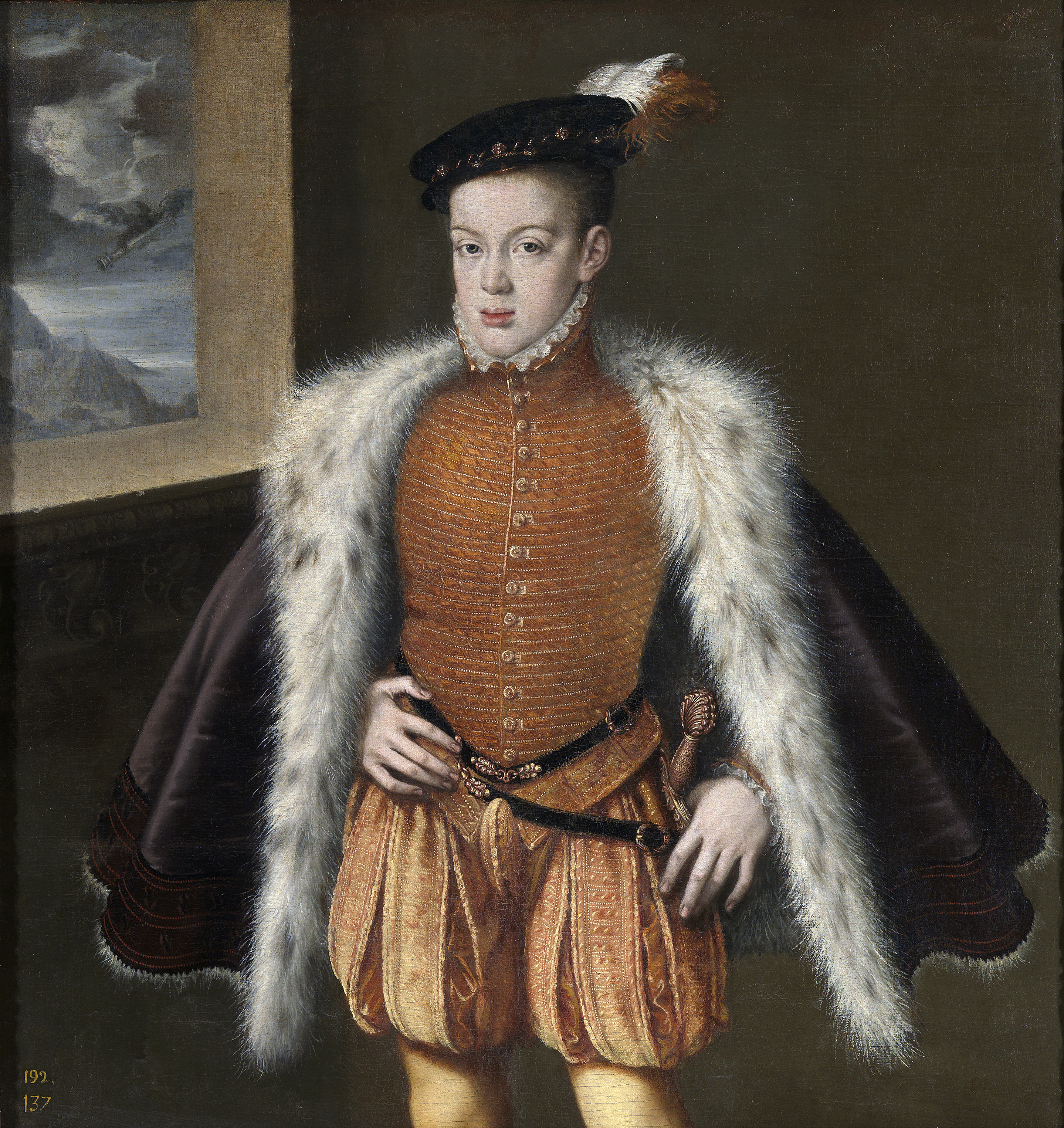
Karlos (porträtiert von Coello um 1558)

## Inhalt
Anlässlich des 15. Geburtstages des Infanten Karlos hat König Felipe den Staatsrat, den Großinquisitor und den Herzog von Alba zu sich gerufen. Probeweise sollen die Herren den Befehlen des Thronfolgers gehorchen. Der König will den Sohn erziehen und auf sein Amt vorbereiten. Karlos verspottet aber die Berater des Königs und befiehlt, der „Wilde“ solle freigelassen werden. Der Wilde wurde aus Amerika gebracht und hängt, an Händen und Füßen gefesselt, von der Decke herab. Der Rat weigert sich aber, den Befehl auszuführen.
Der Kahlen Anna, eine der Prostituierten im Bordell, erzählt Karlos aus seinem Leben. Seine Mutter starb bei seiner Geburt. Karlos’ Stiefmutter, die Königin von Schottland, ist auch schon verstorben. Die Zukunft des Infanten als Thronfolger scheint gesichert. Sobald er seine Zeugungsfähigkeit bewiesen hat, soll er die 13-jährige Ysabel von Valois, Tochter der Caterina de’ Medici heiraten. Karlos wird vor dem Bordell mit Kopfverletzungen – scheinbar tot – aufgelesen. Der Wunderheiler Fray Diego erweckt den Infanten wieder zum Leben.
Karlos ist enttäuscht, weil sein Vater die ihm ursprünglich zugedachte Ysabel selbst heiratet. Der König ist betrübt. Karlos ist offenbar ein Liebhaber seiner Frau Ysabel und konspiriert zudem mit dem niederländischen Gesandten Egmont. Der Großinquisitor weiß Rat. Eine Spionin, als Ysabel verkleidet, soll die Umsturzpläne eruieren.
Juan de Austria, ein Freund des Infanten, hat bei Lepanto an der Spitze der Flotte der Heiligen Liga die Türken besiegt. Karlos hat eine homoerotische Neigung zu dem Sieger von Lepanto. Doch der Großinquisitor schickt ihm einen falschen Austria ins Bett. Karlos bringt den Doppelgänger um. Der Großinquisitor schickt dem Infanten eine falsche Ysabel.
In einem Gespräch unter vier Augen versucht Egmont, vergeblich, den Infanten auf den Boden der tagespolitischen Tatsachen holen. Karlos öffnet den Käfig des „Wilden“. Der Mann soll den Escorial in die Luft sprengen. Das Unternehmen scheitert. Der König lässt den Sohn verhaften und in sein Zimmer einsperren. Dort frisst sich Karlos mit Hasenpastete und Eiswasser zu Tode.

## Inszenierungen
- 1990: Uraufführung am 5. Mai 1990 in den Münchner Kammerspiele, Regie Dieter Dorn[2]
- 1991: Theater Bonn, Regie Peter Palitzsch mit Hans Falár in der Titelrolle und Carmen-Renate Köper als Anna
- 1992: Schauspiel Frankfurt, eine Produktion des Laiensclub schauspielfrankfurt
- 2005: Theater Hannover, Regie Olga Tews.

Bereits 1989 produzierte der SDR unter der Regie von Hans Gerd Krogmann eine Hörspielfassung des Karlos unter dem Titel Die wahre Geschichte des Infanten Karlos.

## Rezeption
- Wolfgang Höbel am 14. Mai 1990 im Spiegel: „Der Dichter am Klassenziel“

### Ausgaben
- Tankred Dorst: Karlos. Ein Drama. Mitarbeit Ursula Ehler. Suhrkamp, Frankfurt am Main 1990, Erstausgabe, 111 Seiten. ISBN 3-518-40216-1.
- Karlos. Ein Drama. S. 297–362 in Tankred Dorst. Wie im Leben wie im Traum und andere Stücke. Mitarbeit Ursula Ehler. Werkausgabe 5 (Inhalt: Eisenhans.[4] Der verbotene Garten. Ich, Feuerbach. Grindkopf. Korbes. Karlos. Wie im Leben wie im Traum). Nachwort: Georg Hensel. Suhrkamp Verlag, Frankfurt am Main 1990. ISBN 3-518-40217-X (Verwendete Ausgabe).

### Sekundärliteratur
- Peter Bekes: Tankred Dorst. Bilder und Dokumente. edition spangenberg, München 1991. ISBN 3-89409-059-6
- Heinz Ludwig Arnold (Hrsg.): text + kritik Heft 145: Tankred Dorst. Richard Boorberg Verlag, München 2000. ISBN 3-88377-626-2